# Mount Dayton
Mount Dayton är ett berg i Antarktis. Det ligger i Västantarktis. Nya Zeeland gör anspråk på området. Toppen på Mount Dayton är 1 420 meter över havet, eller 747 meter över den omgivande terrängen. Bredden vid basen är 3,0 km.
Terrängen runt Mount Dayton är varierad. Trakten är obefolkad. Det finns inga samhällen i närheten.